# Carlos Garavelli
Carlos José Garavelli (Las Perdices, 4 giugno 1911 – ...) è stato un calciatore argentino, di ruolo attaccante.

## Carriera
Nel 1941-42 con il Varese ha segnato 24 reti, con questo dato risulta essere lo straniero che ha segnato più reti in un anno di Serie C; in coppia con Toscano, autore nello stesso anno di 39 reti, risulta la coppia di attaccanti più prolifica in una stagione, così come le 119 reti segnate complessivamente dal Varese in quel campionato costituiscono il record per la serie C.

## Palmarès

### Giocatore

#### Competizioni nazionali
- Serie C: 2

Casale: 1937-1938
Varese: 1942-1943